# Gina Torres
Gina Torres (* 25. dubna 1969 New York) je americká herečka.
V televizi se poprvé představila v roce 1992, v průběhu 90. let měla epizodní role například v seriálech Zákon a pořádek, M.A.N.T.I.S., Policie New York, One Life to Live, Případ pro Sam, The Gregory Hines Show, Xena či Brutální Nikita, hrála v osmi epizodách seriálu Herkules. Na začátku 21. století účinkovala v hlavni roli v seriálu Cleopatra 2525, ve sci-fi seriálu Firefly (2002–2003) ztvárnila postavu Zoe, kterou si zopakovala i v navazujícím filmu Serenity (2005). Opakovaně se objevila např. v seriálech Alias, Angel, 24 hodin, Hannibal, Westworld či The Catch, hlavní role hrála v seriálech Policejní vyjednavači (2006–2007), Kravaťáci (2011–2018), Pearson (2019) a V plamenech (od 2021). V menších rolích účinkovala ve filmech Matrix Reloaded a Matrix Revolutions (oba 2003).
V letech 2002–2018 byla vdaná za herce Laurence Fishburnea.